# محمد تاوال کامارا
محمد تاوال کامارا (انگلیسی: Mohamed Tawal Camara؛ زادهٔ ۲۳ مهٔ ۱۹۷۶) بازیکن فوتبال اهل گینه است.
وی همچنین در تیم ملی فوتبال گینه بازی کرده است.